# حیدرآباد دشتی
حیدرآباد دشتی روستایی در دهستان پشتکوه بخش مرکزی شهرستان خاش استان سیستان و بلوچستان ایران است.

## جمعیت
بر پایه سرشماری عمومی نفوس و مسکن در سال ۱۳۹۵ جمعیت این روستا ۱۷ نفر (۷ خانوار) بوده‌است.